# Battaglia del Cesano (1462)
La Battaglia del Cesano fu una battaglia combattuta nella notte del 12 agosto 1462 tra le truppe della Ducato di Urbino, guidate da Federico da Montefeltro e quelle della signoria di Rimini, comandante di Sigismondo Malatesta.
Questo scontro fu cruciale per stabilire il predominio nella parte settentrionale della regione Marche: Sigismondo Malatesta aveva infatti conquistato la città di Senigallia e di Mondavio, andando così ad ampliare i suoi domini ai danni dello Stato Pontificio e minacciando direttamente i domini dei Montefeltro.

## Antefatti della battaglia
Sin dal Medioevo, Urbino e Rimini erano emerse come le due realtà territoriali principali nell'area marchigiano-romagnola e avevano sempre cercato di prevalere l'una sull'altra.
Salvo qualche breve periodo di tregua, come nel caso di Antonio II da Montefeltro che per far riappacificare le due dinastie aveva portato avanti dei matrimoni dinastici, vi erano molte tensioni tra le famiglie dei Montefeltro e dei Malatesta.
Queste tensioni si intensificarono con Federico da Montefeltro e Sigismondo Malatesta; i due condottieri italiani, oltre alla rivalità familiare, erano mossi da un odio profondo l'uno nei confronti dell'altro, tanto che in numerose battaglie si trovarono in schieramenti opposti proprio per questo motivo.
Nella seconda metà del Quattrocento, Sigismondo Malatesta conquista le numerose città della Marca di Ancona, strappando al pontefice numerose città come Mondavio e mettendo sotto assedio la città di Senigallia. nel Natale del 1460, il papa Pio II scomunica il signore di Rimini, e invia l'esercito papale nelle Marche, al comando di Napoleone Orsini, per scacciare i Malatesta dalle città papali.
Nel 1461 l'esercito riminese, in inferiorità numerica, riesce a sconfiggere l'esercito papale nella battaglia di Nidastore; nel 1462 la città di Senigallia capitola, entrando a far parte dei domini dei Malatesta.

## La battaglia
Dopo la capitolazione di Senigallia, Sigismondo Malatesta e il suo esercito si stava ritirando verso nord, in direzione di Fano. Raggiunto il fiume Cesano, la retroguardia della formazione riminese venne attaccata dall'esercito urbinate, guidato da Federico.
Il Malatesta venne colto di sorpresa dall'assalto urbinate, e dopo un primo momento di smarrimento, le forze riminesi riuscirono ad ingaggiare validamente battaglia.
L'esercito dei Montefeltro, in inferiorità numerica, non poteva sostenere a lungo la lotta; se lo scontro fosse continuato in quella situazione, lo schieramento urbinate sarebbe stato sconfitto. L'esercito papale di Napoleone Orsini giunse in tempo per aiutare il duca di Urbino, facendo pendere l'ago della bilancia a favore di quest'ultimo.
Nonostante un ultimo tentativo di Sigismondo e di suo figlio Roberto per continuare la battaglia, l'intervento dell'esercito di Orsini sancì la completa vittoria di Federico.
Messo in fuga, Sigismondo riuscì con pochi uomini a raggiungere Fano mentre Roberto si diresse verso Mondolfo, lasciando sul campo di battaglia il grosso dell'armata e numerosi prigionieri illustri, come Gianfrancesco I Pico, padre del celebre Pico della Mirandola, oltre che un grosso bottino di armi, vettovaglie e cavalli.

## Conseguenze
La vittoria di Federico riuscì a fermare le mire espansionistiche della vicina Rimini, garantendosi la supremazia nella parte settentrionale della marca, mentre per i Malatesta determinò l'inizio della fine: già dall'anno successivo, Pio II approfittò della situazione per riconquistare gran parte delle città sottratte da Sigismondo, come Mondolfo, Senigallia e Fano.